# Ivans XTC
«Ivans XTC» (рус. Айванс ЭксТиСи) — фильм британского режиссёра Бернарда Роуза, снятый вне контрактов с какой-либо кинокомпанией на цифровую любительскую видеокамеру. Фильм создан группой кинематографистов Великобритании в Соединённых Штатах в 2000 году по повести Л. Н. Толстого «Смерть Ивана Ильича».

## Сюжет
Действие фильма, базирующегося на классической литературной основе, перенесено в современный Лос-Анджелес. Айван Бекман (Хьюстон), влиятельный продюсер и босс артистического агентства, умирает. Начав сюжетное повествование с трагического финала, авторы затем хронологически возвращаются назад к дням наивысшего успеха Бекмана и его компании. Невоздержанность в сексе и алкоголе перерастает в наркозависимость. Внутреннее одиночество — плата за публичность и успех.

## В ролях
| Актёр                | Роль                    |
| -------------------- | ----------------------- |
| Дэнни Хьюстон        | Айван Бэкман            |
| Питер Уэллер         | Дон Уэст (звезда кино)  |
| Джеймс Мередино      | Денни МакТиг (режиссёр) |
| Лиза Энос            | Шарлотта Уайт           |
| Сара Даниэль Мэдисон | Наоми                   |

## Награды
Гран-при за лучший фильм на Фестивале независимого кино в Бостоне в 2003 году.
Номинация на главный приз Британского независимого кинофестиваля 2002 года.
XTC — жаргонное наименование экстази, наркотик, запрещённый к применению в большинстве стран. Роджер Эберт утверждал, что многие сюжетные линии очень напоминают факты из жизни реального человека — Джея Молони, агента таких звёзд, как Леонардо Ди Каприо, Билл Мюррей, Ума Турман и т. д. Употребление наркотиков привело его от вершин успеха к суициду.
В прокат в Европе и США фильм вышел только в 2002 году. Финансового успеха не имел, выручка от проката в США не превысила 100 тысяч долларов.